# Belfy to Lilbit
The Littl' Bits (яп. 森の陽気な小人たち ベルフィーとリルビット Мори но Ё:ки на Кобитотати: Бэруфи: то Рирубитто, Весёлые лесные гномы Бельфи и Лильбит) — японский аниме-сериал, выпущенный студией Tatsunoko Productions. Сериал был дублирован на русском, английском, французском, испанском, итальянском, немецком, нидерландском и польском языках. Сериал учит тому, что человек и животные могут мирно сосуществовать, каждая серия даёт урок об ответственности, терпении, трудолюбии, жизни в семье и дружбе.

## Сюжет
Действие происходит в маленьком посёлке посреди леса, в котором обитают карликовые человечки, состоящие в основном из подростков. Каждый человечек обладает своим уникальным характером, между некоторыми возникают споры, но в конце концов все конфликты решаются перемирием и дружбой. Человечкам помогают лесные обитатели: разные зверьки, но некоторые из них могут быть злыми. Сериал учит гармонии, которая может существовать между человеком и лесом.

## Персонажи

### Дети
- Лиллибит (яп. ベルフィ) — главная героиня истории, молодая девочка-сирота, которая живёт вместе с дядей доктором Снузабитом, но должна следить за ним, чтобы он не злоупотреблял алкоголем. Обычно очень спокойная, но порой из-за дяди теряет терпение. Может разговаривать с животными.
- Виллибит (яп. リルビット) — главный герой истории и лучший друг Лиллибит. Очень храбрый, преисполнен чувством чести и хорошо ладит со всеми.
- Снагглбит (яп. ナポレオン) — избалованный сын мэра Боссабита. Влюблён в Лиллибит и видит в Виллибите потенциального соперника, несмотря на это хорошо ладит с ним.
- Чип — один из прихвостней Снагглбита. Сын дровосека Чопабита. Почитает также Снузабита и даже в одной серии решает стать его помощником, но осознав, на сколько трудна наука, отказывается от идеи.
- Браунибит — один из прихвостней Снагглбита. Значительно ниже остальных. Снагглбит и Чип часто его дразнят.
- Тинибит (яп. チュチュナ) — младшая сестра Виллибита. Очень умная для своего возраста. Иногда пытается соперничать с братом, попадая при этом в неудобные ситуации. В нескольких сериях выступает в качестве центрального персонажа. Позже дружится со Страхоибит.

### Взрослые
- Доктор Снузабит (яп. ドックリン) — дядя Лиллибит. Местный доктор в деревне и любит много пить алкоголь (из нектара одуванчика). Лиллибит тратит не мало усилий, чтобы сохранить Снузабита в трезвом состоянии, но ей не всегда это удаётся.
- Майор Боссабит (яп. メイモンド村長) — руководитель местной деревни и отец Снагглбита. Потерял жену, когда сын был ещё совсем маленьким. Из-за своей работы очень мало времени уделяет Снагглбиту, но сильно любит своего сына.
- Страхобит — нелюдимая и суеверная старушка, которая живёт одна. Избегает всех, но дружится с Тинибит и её принимают в общество предгорных лесов.
- Чопабит — дровосек и отец Чипа. Хочет, чтобы сын продолжил его ремесло, однако у Чипа есть свои планы, что создаёт сильные трения между отношениями отца и сына.
- Грумпабит — отец Виллибит и Тинибит. Несмотря на свой ворчливый характер, он добрый человек, который заботится о своей семье.
- Хелпабит — садовник и мастер. Его мёд знаменит своим вкусом. У Хелпабита есть секретный ингредиент изготовления такого мёда: цветки известные, как «Голубые красотки».
- Старобит — старейшина в посёлке, выступает в качестве наставника главных героев, часто рассказывает истории.

### Животные
- Снаффли — белка-летяга и верный спутник Лиллабита. Часто перевозит на себе главных героев.

## Медия

### Аниме
Транслировался по телеканалу TV Tokyo с 7 января по 7 июля 1980 года. Всего выпущено 26 серий аниме